# 切德拉斯科
切德拉斯科（義大利語：Cedrasco），是意大利松德里奥省的一个市镇。总面积14平方公里，人口467人，人口密度33.4人/平方公里（2009年）。国家统计（ISTAT）代码为014016。